# Gnomidolon incisum
Gnomidolon incisum là một loài bọ cánh cứng trong họ Cerambycidae.